# Club Esther Grande de Bentín
El Club Esther Grande de Bentín o simplemente Esther Grande es un club de fútbol fundado en el distrito limeño del Rímac con sede en el distrito de Lurín desde el 2006, en el departamento de Lima, Perú. Fue fundado en 1978 por un grupo de trabajadores de la Cervecería Backus en honor a la madre fundadora del Sporting Cristal, esposa de Ricardo Bentín, fallecida en 1976.
Como academia en su sede de Lurín,  participó desde el 2006 hasta el año 2017 en torneos de menores con sus divisiones de calichines, infantiles y juveniles. El año 2018 no pudo participar en el Torneo Centenario.
Sus futbolistas más destacados surgidos de EGB son Renato Tapia, André Carrillo , Luis Advíncula y Paolo Guerrero que fue el máximo goleador del club.

## Historia
Desde 1979 participó en la Liga del Rímac desde la tercera división a la primera y casi todos sus integrantes eran de las canteras del Sporting Cristal y algunos trabajadores de la Cervecería Backus; el primer año el equipo estuvo dirigido por el Profesor Alberto Gallardo (retirado del fútbol en febrero de 1978), desde 1980 el equipo fue dirigido por el Profesor Fernando Mellán (retirado del fútbol en enero de 1980), ya en los años 1990 y 1991 el equipo fue dirigido por el también ex-defensa rimense César Tagle. 
En los primeros años en la Liga del Rímac figuraron el arquero Humberto Valdettaro, el defensor Raúl Torres y el volante zurdo Jorge Zavala (que debutaron en Sporting Cristal en 1981), asimismo destacaron los defensas centrales Manuel Durand y Elías Umbert, los delanteros Oscar Mangier (campeón con Sporting Cristal en 1980), Teddy Caballero, Iván Gutiérrez, José Lavalle, Walter Pasache, José Astudillo entre otros.
Luego de ganar la Liga del Rímac el EGB participó en el Interligas de Lima entre 1981 y 1985, llegando siempre al Hexagonal final (como parte de la Región IX de la Copa Perú), en 1981 quedó en el tercer lugar, en 1982 en el segundo lugar detrás del Unión González Prada, en 1983 quedó en tercer lugar y en 1984 en el cuarto lugar. 
A mitad de 1985 se disputó un 2.º Torneo Interligas donde a falta de tres fechas alcanzó el primer lugar y en el mes de mayo de 1986 obtuvo el título que le dio paso a jugar por primera vez en la Segunda División disputada el segundo semestre del año. En esos años destacaron el arquero Marco 'Pocho' Alva, el defensa Yonny Muga, el volante mixto Víctor Díaz, el volante de avanzada Jesús 'Zurdo' Sánchez (campeón con Sporting Cristal en 1988), el delantero Mario Pajuelo entre otros, y el 1.er semestre de 1985 el recordado Alfredo Tomassini.
Disputó la Segunda División Peruana hasta 1989, donde quedó 4.º lugar en su Grupo en 1986, en 6.º lugar en la Liguilla de 1987, 5.º lugar en su Grupo en 1988, y último lugar en 1989. En esos años destacaron los arqueros David Acaro y Humberto Camino, el defensa Ernesto Aspiri, asimismo Carlos Gastiaburú y Víctor Terrazas (que jugaron en Sporting Cristal en 1989), los volantes Jesús Falcón y Jorge Pairazamán, asimismo los delanteros Guillermo Lavalle, Luis Mendoza, Gerardo Carrillo, Orlando Lavalle, Saúl Yllaconza entre otros.
En el torneo de Segunda Profesional de 1989 quedó último y descendió, por lo que en 1990 jugó el Interligas; el año 1991 el cuadro rimense descendió a su liga de origen, y decidió no participar en 1992.
En la temporada 2012, con el apoyo de la Academia formada, el club volvió a participar en torneos nacionales donde ascendió en la Liga de Surquillo y campeonó en su primera división en la temporada 2013 pero no participó en el Interligas. El año 2014 nuevamente campeonó en la Liga de Surquillo pero nuevamente decidió no participar del Interligas de Lima.
Para el 2017, el Esther Grande de Bentín  vuelve afiliarse y a participar en la Primera División de la Liga de Surquillo. El club fue dirigido por Marco Valencia Pacheco y logró salvar la categoría. Desde el año siguiente no participó de la Liga distrital.

## Uniforme
- Uniforme titular: Camiseta azulina, pantalones azulinos y medias blancas.
- Uniforme alternativo: Camiseta naranja con mangas negras, pantalones negros y medias negras.

### Indumentaria y patrocinador
| Período         | Proveedor | Logotipo |
| --------------- | --------- | -------- |
| ¿? - Actualidad | Umbro     |          |

| Periodo         | Patrocinador |
| --------------- | ------------ |
| ¿?              | CUPS         |
| 2022-Actualidad | Suna         |

## Datos del club
- Temporadas en Segunda División:  4 (1986 - 1989).
- Mejor puesto en Segunda División: 6.º 1987 - Liguilla
- Peor puesto en Segunda División: 10.º 1989 - Último de su grupo.

## Entrenadores
- Fernando Mellán (1982-1987)
- Julio Argote (2011-2012)

## Palmarés

### Torneos regionales
- Liga Distrital del Rímac (1): 1981.

- Subcampeón de Región IX: 1982, 1983.

- Campeón de Región IX (2): 1986.

- Liga Distrital de Surquillo (3): 2013, 2014.